# Parlami d'amore Mariù
Parlami d'amore Mariù è un brano musicale italiano del 1932, scritto da Ennio Neri (testo) e Cesare Andrea Bixio (musica) per la voce di Vittorio De Sica (Columbia, WB 5066), che l'avrebbe interpretato nel film Gli uomini, che mascalzoni.... La canzone è dedicata alla moglie di Bixio, Mary, detta Mariù.

## La canzone e il film
Stefano Pittaluga, che era il patron della casa cinematografica Cines, fu sostituito da Emilio Cecchi e (non senza qualche nervosismo) impose che il film avesse per colonna sonora principale la canzone Taxi (titolo provvisorio anche della pellicola); permise tuttavia che fosse inserita anche Parlami d'amore Mariù, che risultò poi di tutt'altra memorabilità.
Durante le riprese, il regista Mario Camerini e Bixio forzarono l'utilizzo del brano: nella scena della trattoria, in cui De Sica balla con la ragazza, doveva sentirsi in sottofondo un organino suonare. Nottetempo e contro l'avviso della produzione, compositore e regista si fecero appositamente realizzare un rullo per l'organino con la musica della canzone; il rullo fu pronto alle sette del mattino e, poco dopo, Camerini sostituì il rullo dell'organino e iniziarono le riprese con quel sottofondo.
Pubblicato in origine dalle edizioni musicali di proprietà di Pittaluga, venne in seguito acquisita dal Gruppo Editoriale Bixio.

## Interpreti
La canzone, dato il suo enorme successo, è stata interpretata, nel corso del tempo, da vari artisti di grande fama quali: Narciso Parigi, Achille Togliani, Tino Rossi, Mario Del Monaco, Mario Lanza, Fred Buscaglione, Salvatore Adamo, Crivel, Marco Zibardi, Enrico Ballano con direzione orchestrale del M. Stocchetti (Fonit, 6043 - B), Dmitri Hvorostovsky, Johnny Dorelli, Beniamino Gigli, Elio Mauro, Natalino Otto, Aldo Salvi, Gian Stellari, Luciano Tajoli, Ferruccio Tagliavini, Luciano Virgili, Claudio Terni, Marco Zibardi, La Crus, Jovanotti, Christian De Sica, Mal, Helmut Lotti, Agostino Casavecchi direzione orchestrale del M. Piccinelli (La Voce del Padrone, R11070) e Patrizio Buanne per l'album Viva la Dolce Vita del 2015.
La versione in lingua francese, del 1933, con un testo completamente diverso scritto da André de Badet s'intitola Le chaland qui passe ed è stata interpretata da Lys Gauty e da Tino Rossi. Il tema della canzone fu utilizzato nel 1934 nella colonna sonora del film L'Atalante di Jean Vigo.

Bixio e la moglie Mary, detta Mariù, cui la canzone è dedicata.

Una versione inglese (testo di Stillman) è stata incisa nel 1958 da Vic Damone, dal titolo Tell me that you love me ed inserita nell'album Angela mia, questa versione è cantata anche da Luigi Tenco (con il nome di Gordon Cliff).
Esiste anche una versione statunitense intitolata Love's Last Word Is Spoken, con testo riscritto da Bruce Sievier (1894-1953), noto paroliere nella prima metà del Novecento.
Nel 1984 fu riproposta da Luciano Pavarotti con l'arrangiamento di Henry Mancini nell'album Mamma.
Nel 1995 il brano è stato utilizzato per lo spot televisivo di uno spot di Mulino Bianco e poi in seguito per quello di un noto profumo degli stilisti Dolce&Gabbana e come una delle principali colonne sonore in una telenovela brasiliana Terra nostra 2 - La speranza, inoltre, il ritornello del brano, e cantato dal sergente maggiore Lorusso (interpretato da Diego Abatantuono) in una scena del film di Gabriele Salvatores: Mediterraneo (1991).
Antonella Ruggiero, accompagnata da Paolo Di Sabatino (pianoforte), Renzo Ruggieri (fisarmonica) e la Libera Sinfonietta diretta da Carlo Cantini, interpreta il brano al The Place di Roma il 18 gennaio 2012. La registrazione dal vivo (con sovrapposta una sezione di violini registrata in studio) è contenuta nell'album Quando facevo la cantante (2018) - CD3 La canzone d'autore.